# Petulia
Petulia is een Brits-Amerikaanse romantische film uit 1968, geregisseerd door Richard Lester.
Het scenario is gebaseerd op de roman Me and the Arch Kook Petulia (1966) van John Haase.

## Verhaal
Petulia is een leuke jonge vrouw die een comfortabel leven leidt in San Francisco. Zes maanden geleden is ze getrouwd met David Danner, een fils à papa die soms gewelddadig uit de hoek kan komen. 
Op een liefdadigheidsgala ontmoet ze Archie Bollen, een dokter die een moeilijke echtscheiding achter de rug heeft. Ze wordt verliefd op de charmante veertiger.

## Rolverdeling
| Acteur              | Personage                  |
| ------------------- | -------------------------- |
| Julie Christie      | Petulia Danner             |
| George C. Scott     | dokter Archie Bollen       |
| Richard Chamberlain | David Danner               |
| Roger Bowen         | Warren                     |
| Arthur Hill         | Barney                     |
| Shirley Knight      | Prudence 'Polo' Bollen     |
| Joseph Cotten       | meneer Danner              |
| Kathleen Widdoes    | Wilma                      |
| Pippa Scott         | May                        |
| Richard Dysart      | receptionist van het motel |